# Chinees Taipei op de Olympische Zomerspelen 1988
Chinees Taipei nam deel aan de Olympische Zomerspelen 1988 in Seoel. Het was de tweede deelname onder de naam Chinese Taipei. In tegenstelling tot hun vorige deelname in 1984 werd er geen medaille gewonnen tijdens deze editie.

## Deelnemers en resultaten

### Atletiek
| Olympiër                                                | Discipline             | Resultaat | Prestatie                                         |
| ------------------------------------------------------- | ---------------------- | --------- | ------------------------------------------------- |
| Cheng Hsin-Fu                                           | 100m (m)               | 37e       | serie 1: 3de in 10,48 kwartfinale 4: 7de in 10,54 |
| Lee Shiunn-Long                                         | 100m (m)               | 56e       | serie 5: 6de in 10,69                             |
| Lee Shiunn-Long                                         | 200m (m)               | 31e       | serie 2: 5de in 21,53 kwartfinale 2: 6de in 21,34 |
| Lin Kuang-Liang                                         | 400m (m)               | 50e       | serie 4: 4de in 48,18                             |
| Lin Kuang-Liang                                         | 800m (m)               | 55e       | serie 3: 7de in 1.52,95                           |
| Wu Chin-Jing                                            | 110m horden (m)        | 24e       | serie 4: 6de in 14,11 kwartfinale 3: 5de in 14,23 |
| Cheng Hsin-Fu Lee Shiunn-Long Nai Hui-Fang Wu Chin-Jing | 4x100m (m)             | 18e       | serie 1: 5de in 40,40                             |
| Nai Hui-Fang                                            | verspringen (m)        | 27e       | kwalificatie groep A: 14de met 7,45m              |
| Nai Hui-Fang                                            | hink-stap-springen (m) | 27e       | kwalificatie groep A: 12de met 15,74m             |
| Lee Fu-An                                               | tienkamp (m)           | 25e       | 7579 punten                                       |
|                                                         |                        |           |                                                   |
| Chen Ya-Li                                              | 100m (v)               | 51e       | serie 7: 7de in 12,16                             |
| Chen Ya-Li                                              | 200m (v)               | 47e       | serie 7: 7de in 25,03                             |
| Chang Feng-Hua                                          | 400m (v)               | 40e       | serie 7: 6de in 56,10                             |
| Chen Wen-Xing                                           | 100m horden (v)        | 29e       | serie 3: 5de in 14,01                             |
| Chang Feng-Hua                                          | 400m horden (v)        | 34e       | serie 4: 7de in 1.00,16                           |
| Chang Feng-Hua Chen Wen-Xing Chen Ya-Li Wang Shu-Hua    | 4x100m (v)             | 18e       | serie 1: 6de in 46,21                             |
| Wang Shu-Hua                                            | verspringen (v)        | 25e       | kwalificatie groep B: 12de met 5,87m              |
| Su Chun-Yueh                                            | hoogspringen (v)       | 23e       | kwalificatie groep B: 12de met 1,80m              |
| Hsu Huei-Ying                                           | zevenkamp (v)          | 23e       | 5290 punten                                       |

### Boksen
| Olympiër       | Discipline | Resultaat | Prestatie                                           |
| -------------- | ---------- | --------- | --------------------------------------------------- |
| Liu Hsin-Hung  | -48kg (m)  | 17e       | 1ste ronde: vrij 2de ronde: V van ZAM Chisenga: 1-4 |
| Lu Chih-Hsiung | -57kg (m)  | 17e       | 1ste ronde: vrij 2de ronde: V van ITA Parisi: 0-5   |

### Boogschieten
| Olympiër                              | Discipline      | Resultaat | Prestatie |
| ------------------------------------- | --------------- | --------- | --- |
| Chiu Ping-kun                         | individueel (m) | 45e       | plaatsingsronde: 45ste met 1223 punten                                                                                                  |
| Hu Pei-Wen                            | individueel (m) | 31e       | plaatsingsronde: 31ste met 1243 punten                                                                                                  |
| Yen Man-Sung                          | individueel (m) | 42e       | plaatsingsronde: 42ste met 1227 punten                                                                                                  |
| Chiu Ping-kun Hu Pei-Wen Yen Man-Sung | team (m)        | 45e       | plaatsingsronde: 11de met 3693 punten halve finale: 3de met 968 punten finale: 7de met 937 punten                                       |
|                                       |                 |           | |
| Chin Chiu-Yueh                        | individueel (v) | 27e       | plaatsingsronde: 27ste met 1226 punten                                                                                                  |
| Lai Fang-Mei                          | individueel (v) | 12e       | plaatsingsronde: 13de met 1257 punten 2de ronde: 10de met 312 punten kwartfinale: 11de met 317 punten halve finale: 12de met 306 punten |
| Liu Pi-Yu                             | individueel (v) | 15e       | plaatsingsronde: 10de met 1266 punten 2de ronde: 15de met 306 punten kwartfinale: 15de met 310 punten                                   |
| Chin Chiu-Yueh Lai Fang-Mei Liu Pi-Yu | team (v)        | 11e       | plaatsingsronde: 3de met 3749 punten halve finale: 11de met 939 punten                                                                  |

### Gewichtheffen
| Olympiër           | Discipline  | Resultaat | Prestatie                                                        |
| ------------------ | ----------- | --------- | ---------------------------------------------------------------- |
| Chiang Ming-Hsiung | -52kg (m)   | 14e       | trekken: 18de met 92,5kg stoten: 6de met 130kg totaal: 222,5kg   |
| Chung Yung-chi     | -52kg (m)   | DNF       | trekken: 15de met 97,5kg                                         |
| Liao Hsing-chou    | -56kg (m)   | 14e       | trekken: 13de met 105kg stoten: 11de met 135kg totaal: 240kg     |
| Tsai Wen-yee       | -56kg (m)   | DNF       | trekken: geen geldige poging                                     |
| Chang Shun-Chien   | -67,5kg (m) | DNF       | trekken: 8ste met 132,5kg                                        |
| Cheng Chia-Tso     | -82,5kg (m) | 12e       | trekken: 14de met 140kg stoten: 11de met 170kg totaal: 310kg     |
| Liao Chin-Ming     | -100kg (m)  | 15e       | trekken: 17de met 137,5kg stoten: 15de met 170kg totaal: 307,5kg |

### Gymnastiek
| Olympiër        | Discipline               | Resultaat | Prestatie                             |
| --------------- | ------------------------ | --------- | ------------------------------------- |
| Chang Chao-Chun | meerkamp individueel (m) | 83e       | kwalificatie: 83ste met 110,30 punten |

### Judo
| Olympiër        | Discipline | Resultaat | Prestatie |
| --------------- | ---------- | --------- | --------- |
| Sheu Tsay-Chwan | -60kg (m)  | 5e        |           |
| Wu Po-Chen      | -65kg (m)  | e20       |           |
| Ju Hsiang-Hung  | -71kg (m)  | 19e       |           |
| Tsay Yow-Tayn   | -78kg (m)  | 20e       |           |
| Chiu Heng-An    | -86kg (m)  | 7e        |           |

### Moderne vijfkamp
| Olympiër       | Discipline | Resultaat | Prestatie   |
| -------------- | ---------- | --------- | ----------- |
| Chuang Tang-Fa | mannen     | 53e       | 4435 punten |
| Li King-Ho     | mannen     | 43e       | 4682 punten |

### Schermen
| Olympiër       | Discipline | Resultaat | Prestatie                                    |
| -------------- | ---------- | --------- | -------------------------------------------- |
| Wang San-Tsai  | degen (m)  | 73e       | 1ste ronde groep 4: 5de met 0 overwinningen  |
| Wang San-Tsai  | floret (m) | 50e       | 1ste ronde groep 11: 5de met 2 overwinningen |
| Yan Wing-Shean | floret (m) | 63e       | 1ste ronde groep 9: 6de met 0 overwinningen  |
| Yan Wing-Shean | sabel (m)  | 39e       | 1ste ronde groep 1: 7de met 0 overwinningen  |

### Schietsport
| Olympiër       | Discipline           | Resultaat | Prestatie                                              |
| -------------- | -------------------- | --------- | ------------------------------------------------------ |
| Tu Tai-hsing   | 50m pistool (m)      | 19e       | kwalificatie: 19de met 555 punten (92-93-91-96-92-91)  |
| Tu Tai-hsing   | 10m luchtpistool (m) | 29e       | kwalificatie: 29ste met 573 punten (93-96-94-97-96-97) |
|                |                      |           |                                                        |
| Liou Yuh-Ju    | 10m luchtgeweer (v)  | 39e       | kwalificatie: 39ste met 379 punten (94-94-94-97)       |
|                |                      |           |                                                        |
| Tsai Pai-Sheng | skeet                | 44e       | kwalificatie: 44ste met 140 punten                     |

### Tafeltennis
| Olympiër                      | Discipline     | Resultaat | Prestatie |
| ----------------------------- | -------------- | --------- | --- |
| Chih Chin-Long                | enkelspel (m)  | 33e       | groep B: 5de V van SWE Waldner: 0-3 W van FRG Böhm: 1-3 V van FRA Birocheau: 1-3 V van CHN Xu: 0-3 W van INA Meringgi: 3-0 W van NZL Griffiths: 3-0 W van MRI Hosnani: 3-0                                                           |
| Huang Huei-Chieh              | enkelspel (m)  | 17e       | groep F: 3de V van SWE Lindh: 2-3 V van GBR Douglas: 1-3 W van BRA Kano: 3-0 W van PAK Saif: 3-0 W van YUG Kalinić: 3-1 W van EGY Helmy: 3-0 W van DOM Fermín: 3-0                                                                   |
| Wu Wen-Chia                   | enkelspel (m)  | 25e       | groep C: 4de V van AUT Ding: 0-3 V van HKG Lo: 1-3 V van CHN Chen: 0-3 V van HUN Zsolt: 1-3 W van NGR Bankole: 3-0 W van IRQ Hussain: 3-0 W van MRI Choy: 3-0                                                                        |
| Chih Chin-Long Chih Chin Shui | dubbelspel (m) | 13e       | groep B: 4de V van SWE Waldner/Appelgren: 0-2 V van KOR Kim/Kim: 0-2 V van GBR Douglas/Andrew: 1-2 W van AUT Yi/Baer: 2-0 W van FRG Boehm/Rebel: 2-1 W van DOM Alvarez/Fermin: 2-0 W van NZL Briffiths/Jackson: 2-0                  |
| Wu Wen-chia Huang Huei-chieh  | dubbelspel (m) | 9e        | groep C: 3de W van CAN Pintea/Ng: 2-0 V van YUG Lupulesku/Primorac: 1-2 V van CHN Jiang/Xu: 1-2 V van FRA Gatien/Birocheau: 1-2 W van NGR Musa/Omotara: 2-0 W van URS Mazounov/Rosenberg: 2-0 W van MRI Choy/Hosnanni: 2-0           |
|                               |                |           | |
| Chang Hsiu-Yu                 | enkelspel (v)  | 17e       | groep F: 3de V van URS Abbate-Bulatova: 1-3 V van TCH Hrachová: 1-3 W van BEL Bogaerts: 3-0 W van MAS Mee Wan: 3-0 W van IND Roy-Shah: 3-0                                                                                           |
| Lin Li-Ju                     | enkelspel (v)  | 17e       | groep B: 3de V van KOR Yang: 0-3 V van TCH Kasalová: 0-3 W van HKG Hung: 3-1 W van VEN Popper: 3-0 W van JOR Al-Duqom: 3-0 |
| Chang Hsiu-Yu Lin Li-Ju       | dubbelspel (v) | 17e       | groep A: 5de V van KOR Young-Ja/Jung-Hwa: 1-2 W van URS Boulatova/Kovtoun: 2-0 V van YUG Fazlić/Perkučin: 0-2 V van HUN Bátorfi/Urban: 1-2 W van AUS Tepper/Bisiach: 2-0 W van HKG Ka Sha/So Hung: 2-1 W van NGR Owolabi/Akanmu: 2-0 |

### Wielersport
| Olympiër       | Discipline       | Resultaat | Prestatie |
| Baan           | Baan             | Baan      | Baan |
| -------------- | ---------------- | --------- | --- |
| Lee Fu-Hsiang  | sprint (m)       | 21e       | kwalificatie: 19de in 11,475 1ste ronde serie 3: 3de 1ste ronde herkansingen: 2de                                                          |
| Lee Fu-Hsiang  | tijdrit (m)      | 22e       | 1.09,024 |
| Hsu Jui-te     | puntenkoers (m)  | 21e       | 1ste ronde serie 2: 10de met 14 punten finale: 21ste met 4 punten                                                                          |
|                |                  |           | |
| Yang Hsiu-chen | sprint (v)       | 5e        | kwalificatie: 8ste in 12,374 1ste ronde serie 1: 2de 1ste ronde herkansingen: W van CAN Tabor: 12,80 kwartfinale: V van FRA Guatheron: 0-2 |
| Weg            |                  |           | |
| Hsu Jui-te     | wegwedstrijd (m) | DNF       | niet gefinisht |
|                |                  |           | |
| Yang Hsiu-chen | wegwedstrijd (v) | DNF       | niet gefinisht |

### Worstelen
| Olympiër        | Discipline  | Resultaat   | Prestatie                                                                            |
| Vrije stijl     | Vrije stijl | Vrije stijl | Vrije stijl                                                                          |
| --------------- | ----------- | ----------- | ------------------------------------------------------------------------------------ |
| Hour Jiunn-Yih  | -48kg (m)   | 15e         | groep A: 8ste V van GDR Anger: 1-3 V van BUL Tsonov: 0-4                             |
| Lo Chao-Cheng   | -52kg (m)   | 27e         | groep A: 14de V van IRI Torkan: 0-4 V van URS Togzuzov: 0-4                          |
| Huang Chien-Lun | -62kg (m)   | 27e         | groep A: 13de V van ITA Schillaci: 0-4 V van MGL Enkhee: 0-4                         |
| Chi Man-Hsien   | -82kg (m)   | 17e         | groep A: 9de W van YUG Nikolovski: 0-4 V van MGL Sükhbat: 0,5-3,5 V van JPN Ito: 0-4 |

### Zwemmen
| Olympiër                                          | Discipline            | Resultaat | Prestatie                 |
| ------------------------------------------------- | --------------------- | --------- | ------------------------- |
| Chiang Chi-Li                                     | 50m vrije slag (m)    | 51e       | serie 3: 3de in 25,26     |
| Chiang Chi-Li                                     | 100m vrije slag (m)   | 63e       | serie 4: 7de in 55,87     |
| Wu Ming-Hsun                                      | 200m vrije slag (m)   | 55e       | serie 1: 1ste in 2.00,43  |
| Wu Ming-Hsun                                      | 400m vrije slag (m)   | 40e       | serie 2: 1ste in 4.06,66  |
| Wu Ming-Hsun                                      | 1500m vrije slag (m)  | 33e       | serie 1: 1ste in 15.59,74 |
| Tsai Hsin-Yen                                     | 100m schoolslag (m)   | 24e       | serie 4: 1ste in 1.04,58  |
| Tsai Hsin-Yen                                     | 200m schoolslag (m)   | 33e       | serie 2: 1ste in 2.23,80  |
| Chiang Chi-Li                                     | 200m wisselslag (m)   | 51e       | serie 2: 6de in 2.18,76   |
| Tsai Hsin-Yen                                     | 200m wisselslag (m)   | 49e       | serie 2: 5de in 2.17,95   |
|                                                   |                       |           |                           |
| Sabrina Lum                                       | 50m vrije slag (v)    | 42e       | serie 2: 5de in 28,82     |
| Wang Chi                                          | 50m vrije slag (v)    | 41e       | serie 3: 6de in 28,73     |
| Sabrina Lum                                       | 100m vrije slag (v)   | 48e       | serie 2: 1ste in 1.02,11  |
| Wang Chi                                          | 100m vrije slag (v)   | 47e       | serie 3: 7de in 1.01,72   |
| Chang Hui-Chien                                   | 200m vrije slag (v)   | 38e       | serie 2: 5de in 2.11,50   |
| Wang Chi                                          | 100m rugslag (v)      | 32e       | serie 3: 8ste in 1.09,56  |
| Wang Chi                                          | 200m rugslag (v)      | 31e       | serie 2: 6de in 2.36,60   |
| Kim Chen                                          | 100m schoolslag (v)   | 39e       | serie 2: 7de in 1.20,95   |
| Seto Car-Wai                                      | 100m schoolslag (v)   | 32e       | serie 2: 2de in 1.15,47   |
| Kim Chen                                          | 200m schoolslag (v)   | 41e       | serie 2: 6de in 2.50,84   |
| Seto Car-Wai                                      | 200m schoolslag (v)   | 35e       | serie 1: 2de in 2.42,31   |
| Chang Hui-Chien                                   | 100m vlinderslag (v)  | 32e       | serie 2: 8ste in 1.07,36  |
| Chang Hui-Chien                                   | 200m vlinderslag (v)  | 31e       | serie 1: 4de in 2.25,50   |
| Kim Chen                                          | 200m wisselslag (v)   | 33e       | serie 1: 5de in 2.35,11   |
| Seto Car-Wai                                      | 200m wisselslag (v)   | 28e       | serie 1: 1ste in 2.27,72  |
| Chang Hui-Chien                                   | 400m wisselslag (v)   | 27e       | serie 1: 4de in 5.13,20   |
| Kim Chen                                          | 400m wisselslag (v)   | 30e       | serie 1: 7de in 5.28,15   |
| Chang Hui-Chien Sabrina Lum Seto Car-Wai Wang Chi | 4x100m vrije slag (v) | 15e       | serie 1: 7de in 4.09,84   |
| Chang Hui-Chien Kim Chen Seto Car-Wai Wang Chi    | 4x100m wisselslag (v) | 16e       | serie 1: 5de in 4.39,49   |

Afghanistan · Algerije · Amerikaanse Maagdeneilanden · Amerikaans-Samoa · Andorra · Angola · Antigua en Barbuda · Argentinië · Aruba · Australië · Bahama’s · Bahrein · Bangladesh · Barbados · België · Belize · Benin · Bermuda · Bhutan · Birma · Bolivia · Bondsrepubliek Duitsland · Botswana · Brazilië · Britse Maagdeneilanden · Brunei · Bulgarije · Burkina Faso · Canada · Centraal-Afrikaanse Republiek · Chili · China · Chinees Taipei · Colombia · Congo-Brazzaville · Cookeilanden · Costa Rica · Cyprus · Denemarken · Djibouti · Dominicaanse Republiek · Duitse Democratische Republiek · Ecuador · Egypte · El Salvador · Equatoriaal-Guinea · Fiji · Filipijnen · Finland · Frankrijk · Gabon · Gambia · Ghana · Grenada · Griekenland · Groot-Brittannië · Guam · Guatemala · Guinee · Guyana · Haïti · Honduras · Hongarije · Hongkong · Ierland · IJsland · India · Indonesië · Irak · Iran · Israël · Italië · Ivoorkust · Jamaica · Japan · Joegoslavië · Jordanië · Kaaimaneilanden · Kameroen · Kenia · Koeweit · Laos · Lesotho · Libanon · Liberia · Libië · Liechtenstein · Luxemburg · Malawi · Malediven · Maleisië · Mali · Malta · Marokko · Mauritanië · Mauritius · Mexico · Monaco · Mongolië · Mozambique · Nederland · Nederlandse Antillen · Nepal · Nieuw-Zeeland · Niger · Nigeria · Noord-Jemen · Noorwegen · Oeganda · Oman · Oostenrijk · Pakistan · Panama · Papoea-Nieuw-Guinea · Paraguay · Peru · Polen · Portugal · Puerto Rico · Qatar · Roemenië · Rwanda · Saint Vincent en de Grenadines · Salomonseilanden · Samoa · San Marino · Saoedi-Arabië · Senegal · Sierra Leone · Singapore · Soedan · Somalië · Sovjet-Unie · Spanje · Sri Lanka · Suriname · Swaziland · Syrië · Tanzania · Thailand · Togo · Tonga · Trinidad en Tobago · Tsjaad · Tsjecho-Slowakije · Tunesië · Turkije · Uruguay · Vanuatu · Venezuela · Verenigde Arabische Emiraten · Verenigde Staten · Vietnam · Zaïre · Zambia · Zimbabwe · Zuid-Jemen · Zuid-Korea · Zweden · Zwitserland